# 예네버르

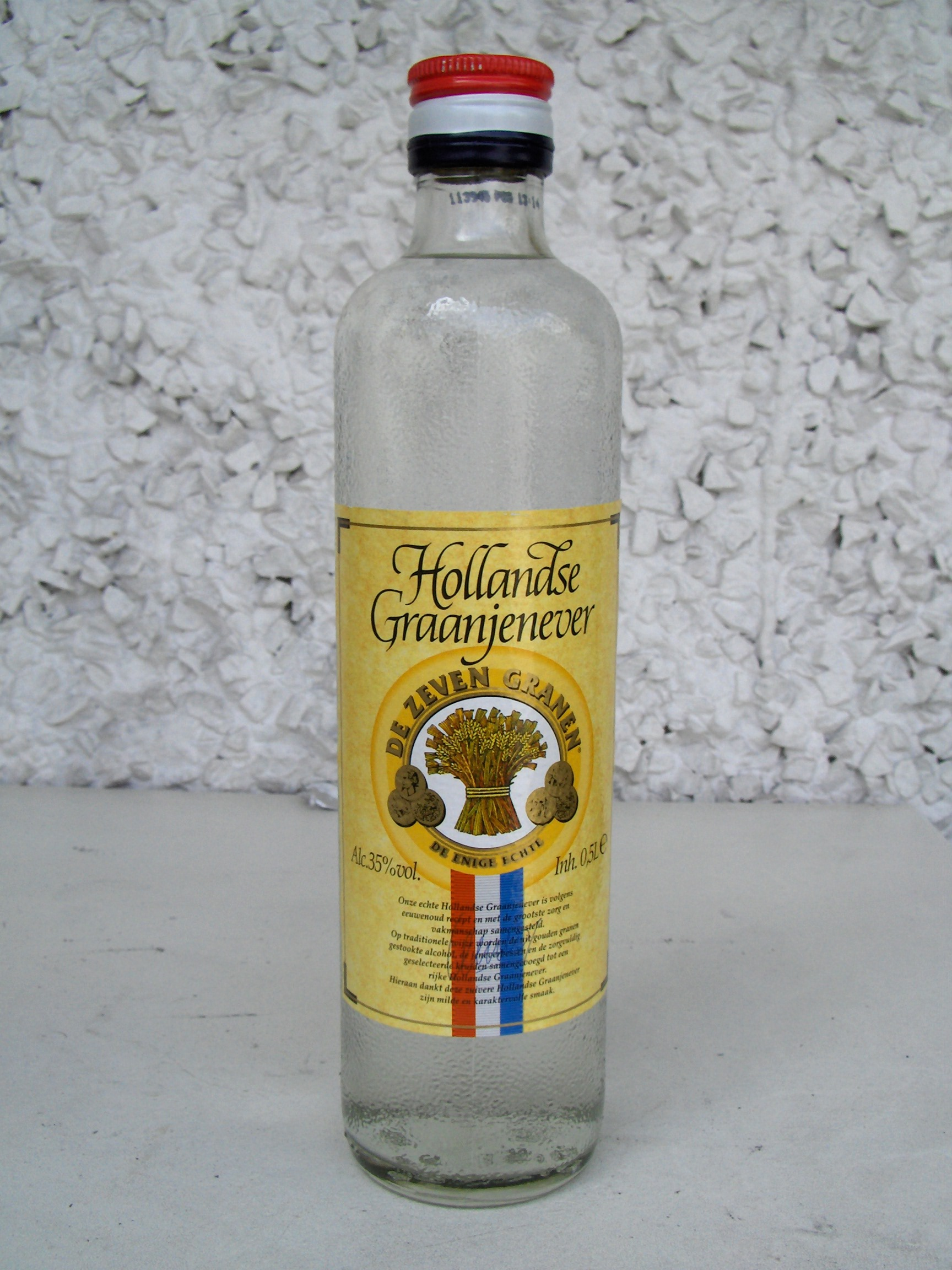
홀란드세 흐란예네버르

예네버르(네덜란드어: Jenever) 혹은 네덜란드 진(영어: Holland Gin))은 네덜란드, 벨기에 그리고 프랑스 북부 전통의 노간주 향이 나는 알코올 도수가 높은 진에서 발전한 전통적 리큐어이다.

## 역사
네덜란드의 화학자이자 연금술사인 실비우스 드 보우베(네덜란드어: Sylvius de Bouve, 라틴어: Franciscus Sylvius)에 의해 발명되었다고 믿어지며, 처음에는 16세기 후반까지 약용으로 판매되었다.“Bols Distilleries”.</ref> 17세기에는 예네버르의 향으로 인해 더욱 인기를 모으게 되었고 현재에도 네덜란드와 벨기에에서는 여전히 인기가 높다. 유럽 연합 법령에 따르면 네덜란드와 벨기에, 프랑스의 두 지방, 독일의 두 지방에서만 만들어진 예네버르만이 예네버르라는 이름을 사용할 수 있도록 되어 있다.

## 생산
예네버르는 엿기름주(네덜란드어:moutwijn)를 증류해서 알코올 도수 50도에 이르기까지 생산되었다. 당시 세련되지 못한 증류 기법이 존재하지 않았기 때문에 (단식 증류기만이 존재) 증류된 술은 썩 품질이 좋지 않아, 향을 내기 위해서 허브가 첨가되었다. 노간주 열매(네덜란드어:Jeneverbes 프랑스어: genievre)가 약용으로 주장됨에 따라 선택되었고, 여기에서 이름 예네버르가 파생되었다.(또한 영어 이름 진도 탄생했다).

## 종류 및 제조 방식
예네버르는 두 종류가 있는데, 하나는 나이가 든이라는 뜻의 "아우더(Oude)"이며, 다른 하나는 젊은이라는 뜻의 "용허(Jonge)"이다. 그런데 이는 숙성 기간에 따른 것이 아니며, 증류 기법에 따라 붙여지는 이름이다. 1900년대쯤, 증류주의 원료에 상관없이, 맛이 거의 나지 않는 고품질의 알코올이 생산되는 거의 가능해졌다. 보다 가볍고, 덜 강력한 맛, 또한 그리고 낮은 가격을 추구했던 세계적인 경향은 영국에서 블렌드 위스키로의 발전을 이끈 동시에, 네덜란드에서는 용허 예네버르가 탄생하게 되었다. 제1차 세계 대전 기간 동안 수입된 곡물이 부족으로 인해 엿기름이 부족하게 됨으로 인해, 이 혼합이 촉진될 수 밖에 없었다. 사탕무 산업에서 생산된 당밀에서 추출된 알코올이 곡물에서 생산된 알코올 대신 사용되었고, 사람들은 전통적인 방식의 예네버르를 '아우더'라고 불렀고, 엿기름보다 곡물이 더 많이 함유된, 단순한 설탕 기반의 알코올을 더 많이 함유한 새로운 방식의 예네버르를 '용허'라고 부르게 되었다. 현대의 예네버르는 곡물에서 증류되며, 엿기름으로 생산된 예네버르는 흐란예네버르라고 불린다. 용허 예네버르는 15% 이상의 맥아주를 반드시 함유하고 있어야 하지만, 1리터에 20% 이상의 설탕을 함유할 수 없다. 코런베인(네덜란드어:Korenwijn, 옥수수술/cornwine)은 18세기 양식의 예네버르와 가장 비슷한 술이며, 종종 오크통에 몇 년 동안 숙성되기도 하며, 51%에서 70%의 몰트와인과 리터당 20g의 설탕을 함유하고 있다.

## 생산 지역 및 유명 회사
벨기에의 하설트, 데인제, 네덜란드의 스히담과 흐로닝언이 예네버르로 유명하다.
네덜란드에 기반한 루카스 볼스는 남아메리카에서 스페인어로 히네브라(스페인어:Ginebra(제네바))라고 불리는 아우더 예네버르를 생산한다. 보드카로 현재 더욱 잘 알려진 케털 오너는 예네버르 양조장으로 시작했으며 현재도 예네버르를 생산하고 있다. 다른 잘 알려진 예네버르 주조자는 네덜란드 스히담의 멜허스, 헹커스와 하세캄프 (아프리카로 상당수 수출)가 있다. 예네버르는 캐나다에서는 몬트리올의 데 카위퍼르가 생산하고 있다.

## 음용법
용어 예너버러는 때로 냉장고에 보관되어 차게 마신다. 그러나, 높은 품질의 아우더와 코런와인은 상온으로 마신다. 예너버를 라거 맥주 다음에 이어서 마실 때는 네덜란드어로 박치기를 의미하는 '콥스투트(네덜란드어:kopstoot)'라고 부른다.